# Nezumia cliveri
Nezumia cliveri és una espècie de peix de la família dels macrúrids i de l'ordre dels gadiformes.

## Morfologia
- Els mascles poden assolir 26 cm de llargària total.[5]

## Hàbitat
És un peix d'aigües profundes que viu entre 815-1160 m de fondària.

## Distribució geogràfica
Es troba al sud de Nova Caledònia.